# East Guldeford
East Guldeford är en ort och civil parish i Storbritannien.   Den ligger i grevskapet East Sussex och riksdelen England, i den sydöstra delen av landet, 90 km sydost om huvudstaden London. East Guldeford ligger 1 meter över havet och antalet invånare är 327.
Terrängen runt East Guldeford är platt. Havet är nära East Guldeford åt sydost. Runt East Guldeford är det ganska tätbefolkat, med 214 invånare per kvadratkilometer. Närmaste större samhälle är Hastings, 17,1 km sydväst om East Guldeford. Trakten runt East Guldeford består till största delen av jordbruksmark.